# MK 108
MK 108 (нім. Maschinenkanone — «машинна гармата») була 30 мм автоматичною гарматою яка випускалася у Німеччині під час Другої світової війни компанією Rheinmetall‑Borsig для встановлення на літак.

## Розробка
Зброя була розроблена у якості приватної ініціативи компанією у 1940 і була представлена Імперському міністерству авіації у відповідь на запит від 1942 на важке озброєння для літаків для використання проти союзних важких бомбардувальників які робили рейди на німецькі території. Випробування довели, що автоматичні гармати найбільше підходять для цього, вимагаючи, в середньому, чотири влучання зарядів з гексогеном вагою у 85 г (у снаряді вагою 330 г) і як результат великою бризантністю фугасних боєприпасів, щоб можна було збити важкий бомбардувальник, такий як B-17 Flying Fortress або B-24 Liberator, а завдяки одному влучанню збити винищувач. У порівнянні, існуючі 20 мм снаряди від гармати MG 151/20 (3 г вибухової речовини у снаряді вагою 57 г) потребували 25 попадань щоб збити B-17.
MK 108 швидко замовили для серійного виробництва і встановлювали на різні винищувачі Люфтваффе. Вперше її застосували у бою у 1943 на винищувачах Bf 110G-2 та Bf 109G-6/U4.

## Деталі конструкції

### Боєприпаси

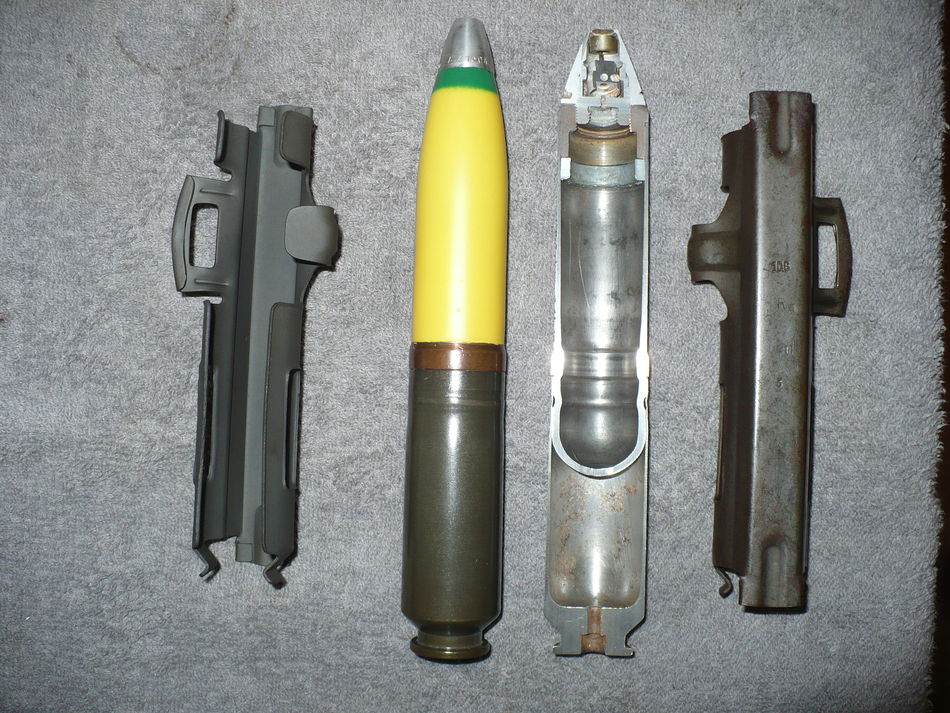
30x90RB боєприпас, який використовували у гарматі MK 108

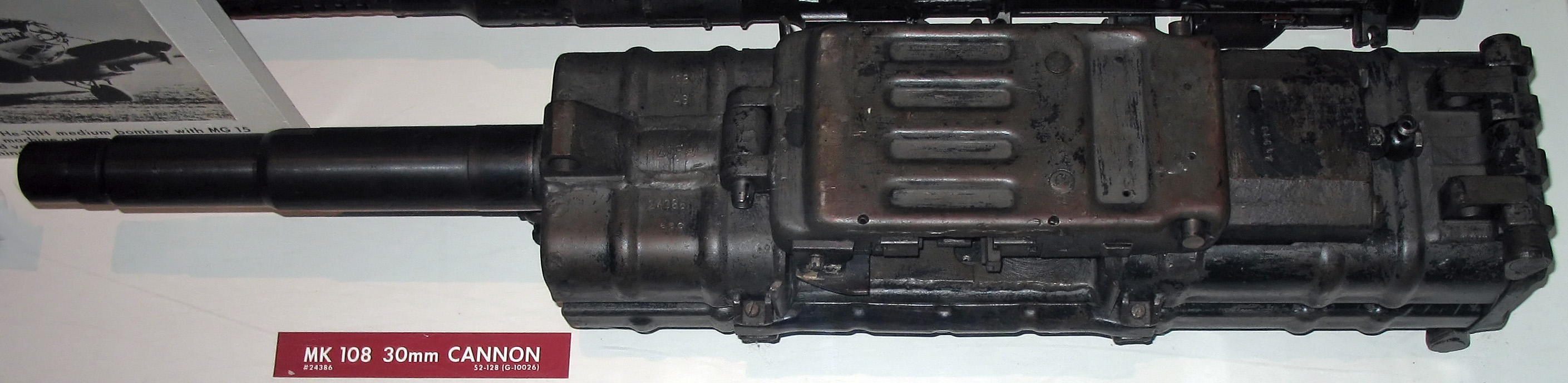
Вид збоку MK 108

Гармата використовувала спеціально розроблені 30×90RB мм боєприпаси—30 мм калібр, 90 мм довжина гільзи, фланцева, зі зменшеним фланцем. На відміну від набоїв іншої зброї, де використовувалися латунні гільзи, гільзи для MK 108 були сталеві. Було розроблено кілька типів боєприпасів, в тому числі практичні, бронебійні, осколково-фугасні та запалювальні. Але у бою загалом використовували лише два типи боєприпасів: Minengeschoß («мінні-снаряди») та осколково-фугасні запалювальні. Снаряди Minengeschoß були зроблені з витяжної сталі (так само як і латунні гільзи) замість фрезерування, як це робилося зі звичайними снарядами. У результаті отримували снаряд з тонкими, але міцними стінками, що давало можливість збільшити об'єм вибухівки або запалювального заряду.

### Конструкція
Гармата виявилася відносно легкою, ефективною, надійною, компактною і легкою у виробництві через свою просту конструкцію — 80 % зброї було зроблено з штампованих частин і кількість рухливих частин було зведено до мінімуму завдяки використанню вільного затвора. MK 108 була оптимізована для високих темпів стрільби за рахунок балістичних характеристик.
Легкість у обслуговуванні та компактний розмір, разом з малою вагою та електричним запалом найкраще підходили для встановлення на літаки. За характерний важкий звук та великий темп вогню серед союзних екіпажів літаків гармата отримала прізвисько «пневматичний молот», боялися її руйнівного вогню.[джерело?]

### Недоліки
Зазвичай у автоматичній зброї використовували механізми з газовою віддачею, або з затримкою відбою гвинтівкових калібрів і більше, через те, що тиск у каморі у такій зброї дуже високий. Крім того, якщо використовуються прості системи з вільним затвором (де затвор жорстко не зчіплюється зі стволом), затвор відкочувався і відкривався за рахунок високого тиску у каморі, що викликало ушкодження зброї та викидало гільзи (для більш детальної інформації див. статтю вільний затвор). Щоб уникнути цього у простих вільних затворах використовують низькоімпульсні набої або дуже важкий затвор.
В удосконаленій конструкції вільного затвора з запаленням капсуля (ВЗЗК), таких як MK 108, таку проблему вирішено завдяки довшій каморі, що дозволяє пройти набою у камору на малій відстані від лиця затвора. При натисканні спускового гачка, затвор рухався вперед шляхом розширення буферної пружини. Він досилав снаряд, але замість того щоб опиратися на лице казенника, він рухається за гільзою на короткій відстані від камори. Гільза була зі зменшеним фланцем, такого розміру, що кіготь екстрактора міг підчепити фланець і все ще поміщався у камору. Запалювання капсуля синхронізувалося так, що затвор все ще рухався вперед у той час як заряд вже підпалювався. Гази, які розширювалися після пострілу зупиняли рух затвора вперед, розпочинаючи зворотній рух, штовхаючи його від камори, викидаючи гільзу набою, який, при русі затвора назад, ударяє по ежектору, викидаючи її з механізму. Важкий затвор продовжував рух назад, стискаючи буферну пружину, яка при розширенні, штовхала затвор вперед, досилаючи новий снаряд до камори з магазина (або зі стрічки) заряджаючи гармату. Цей цикл продовжувався до тих пір поки натискають на спусковий гачок. До того як це процес повторювався, снаряд покидав ствол, що дозволяло пороховим газа покинути ствол, зменшуючи тиск у каморі до безпечного рівня.
Така конструкція дозволяє мати високий темп вогню та легший затвор ніж простих вільних затворів, але довжина і швидкість пересування затвора у межах затвора обмежені тертям яке виникає при русі, яке виникає через високий тиск газів. Щоб уникнути цих обмежень, потрібен дуже важкий затвор або короткий ствол. Розробники MK 108 надали перевагу короткому стволу. У системі ВЗЗК цикл починається з відкриття затвора, що усуває потребу у синхронізації автоматичної гармати з пропелером літака.

Цикл роботи затвора гармати MK 108
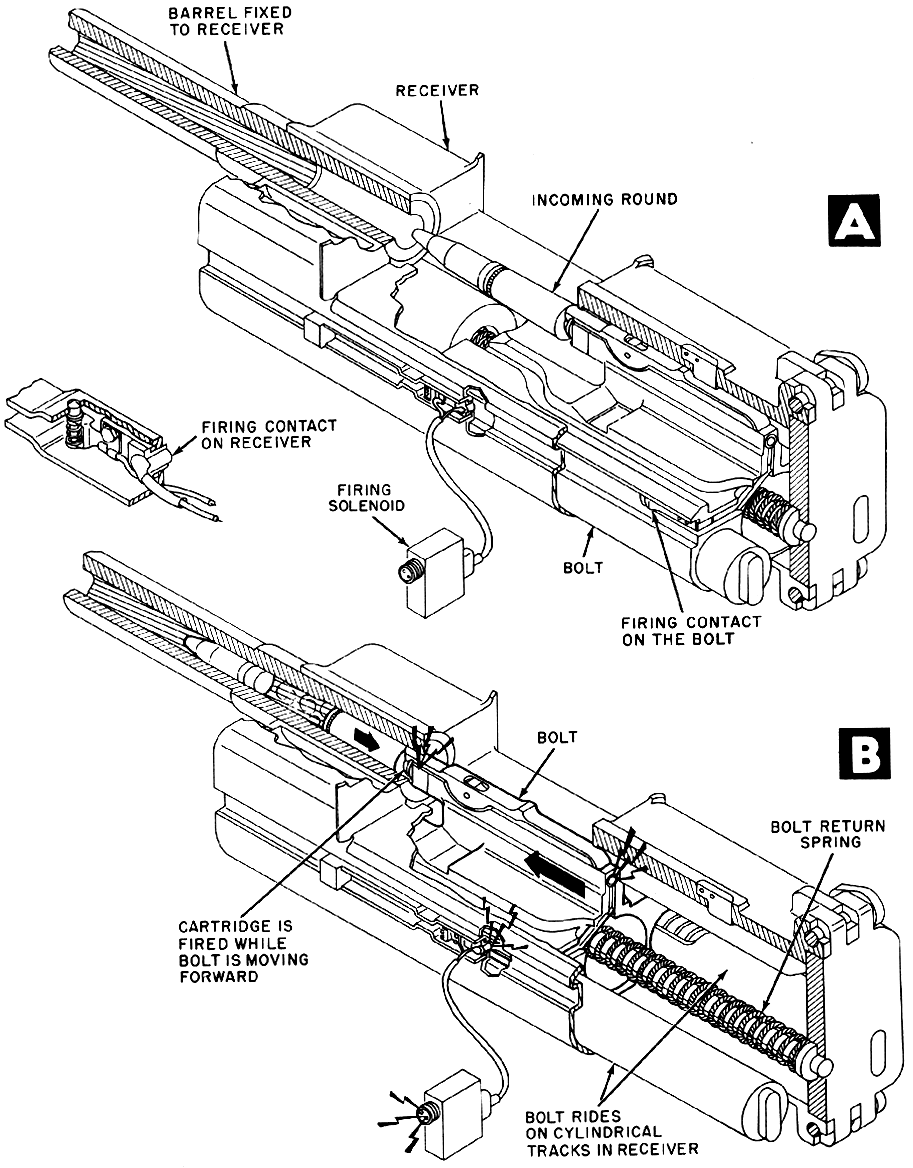
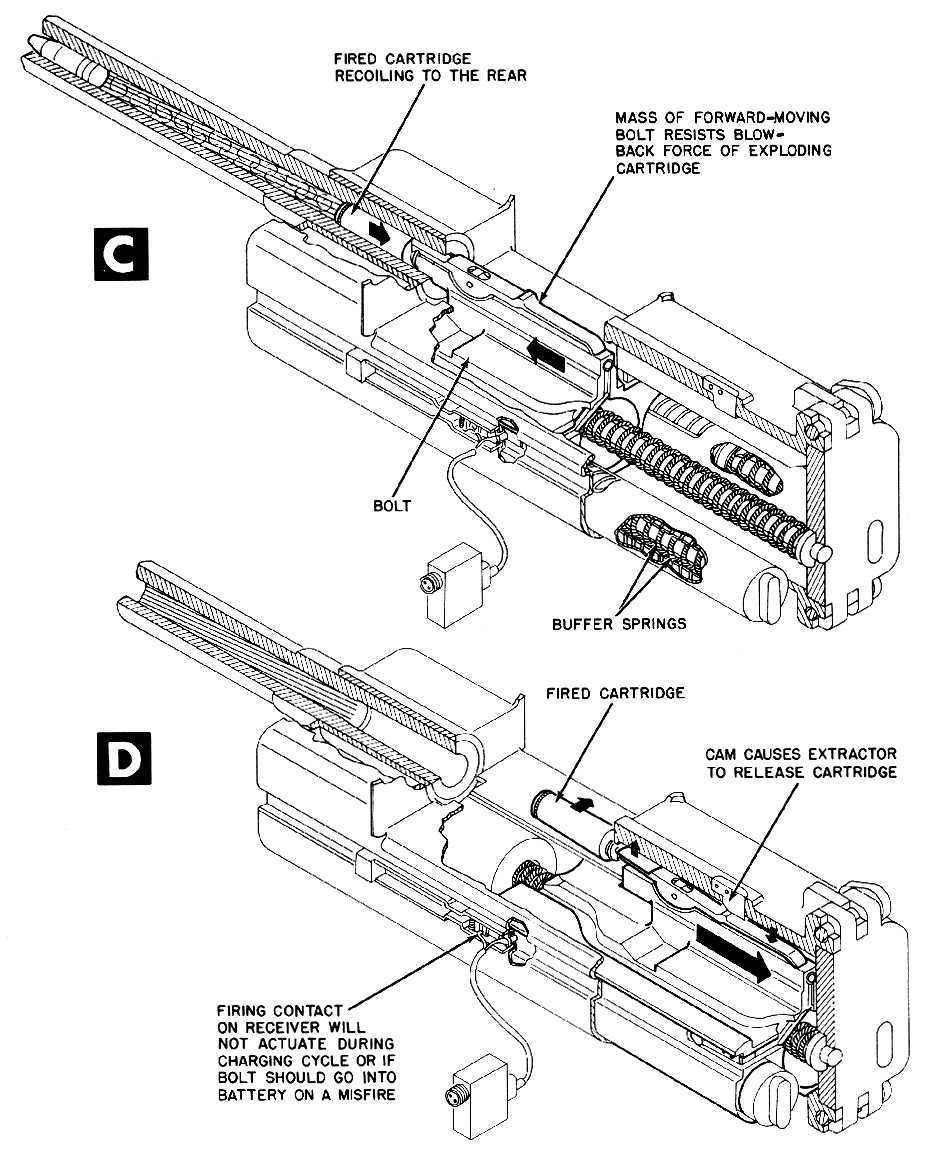

Цикл заряджання гармати MK 108
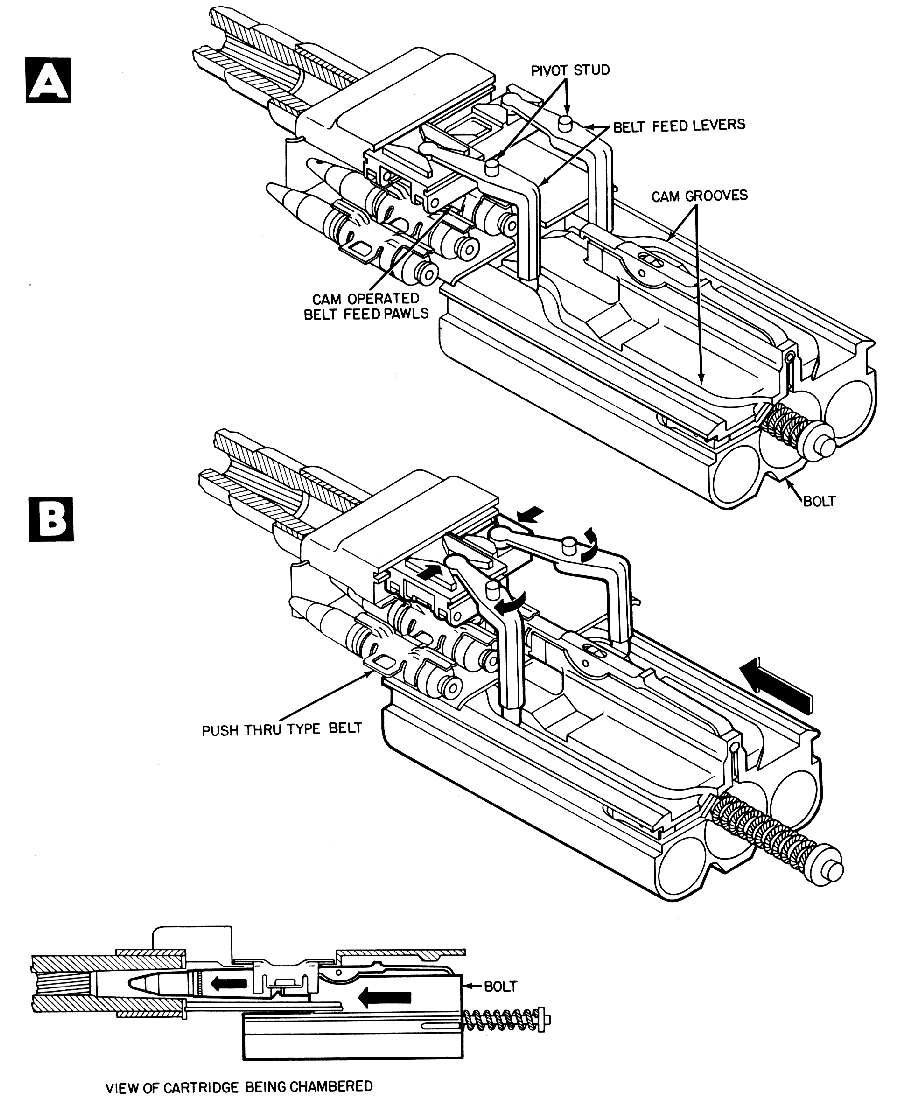
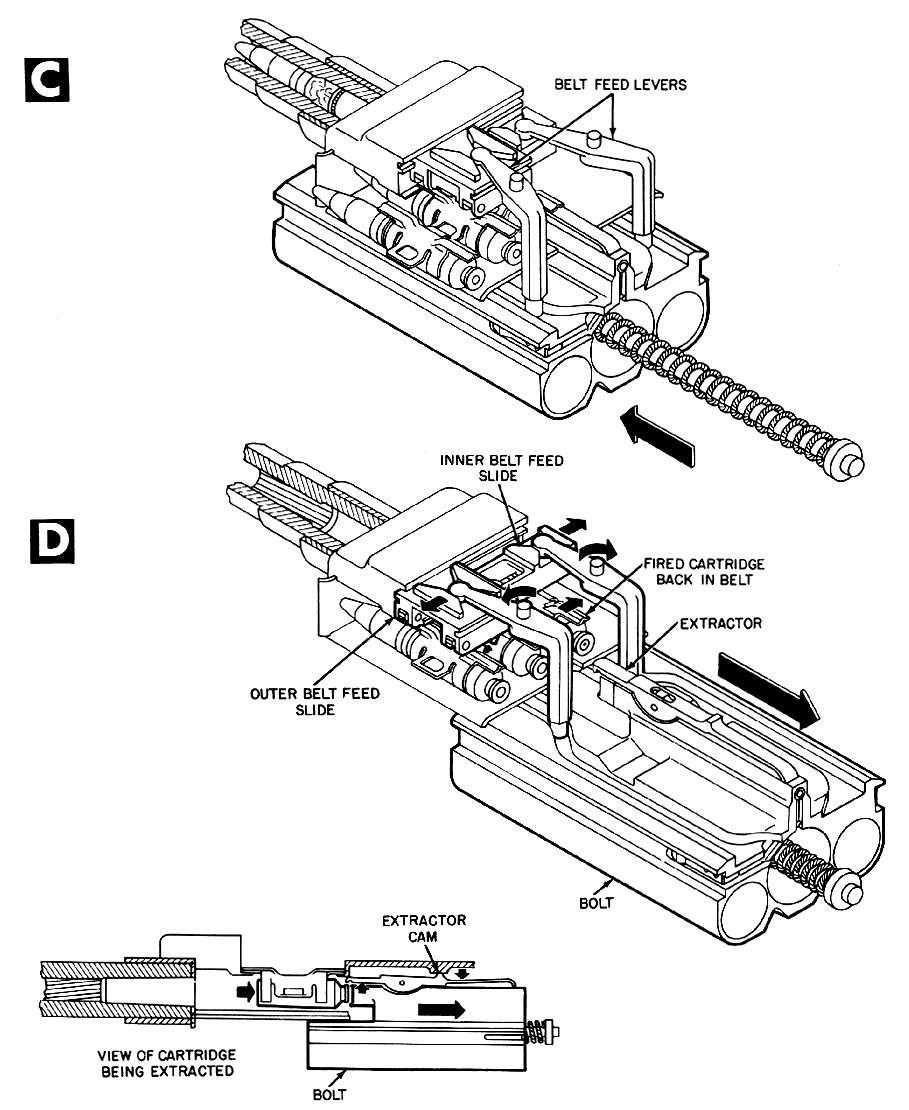

## Бойове використання

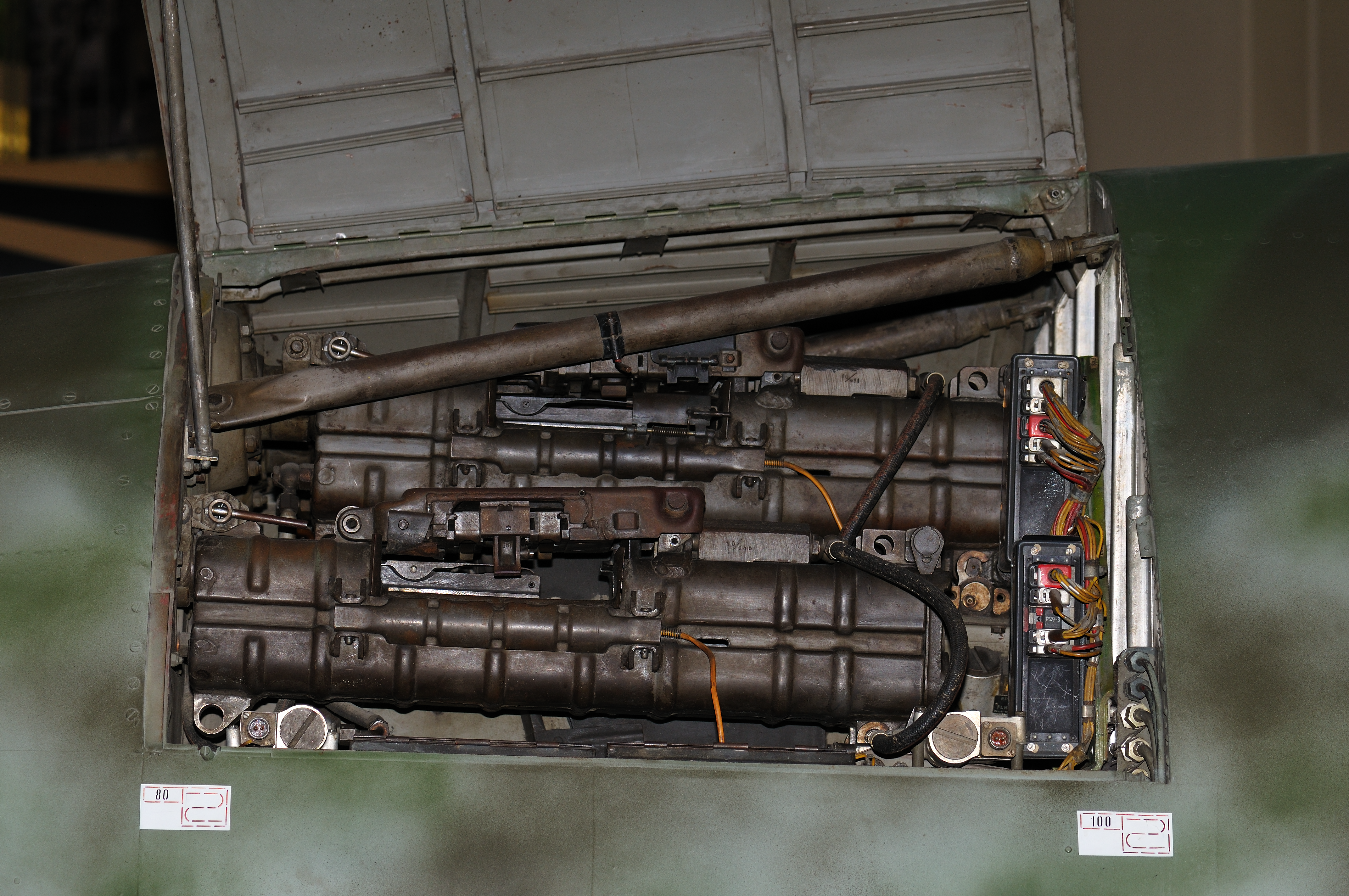
Ліва пара у Me 262

Гармата MK 108 широко використовувалася на винищувачах які збивали ворожі бомбардувальники. Літаками на які була встановлена гармата MK 108 були Messerschmitt Bf 109, Messerschmitt Bf 110, Messerschmitt Me 163, Messerschmitt Me 262, Focke-Wulf Fw 190, Focke-Wulf Ta 152, Focke-Wulf Ta 154, Heinkel He 162, Heinkel He 219, Horten Ho 229 та Junkers Ju 388.
Гармата MK 108 також встановлювалася на нічні винищувачі в установках які мали назву "Schräge Musik. У такій установці, гармати були встановлені у фюзеляжі, спрямовані вверх та трохи вперед під гострим (від 18 до 30 градусів) кутом, в залежності від оснащення та літака. Це дозволяло нічним винищувачам атакувати бомбардувальники, залишаючись невиявленими, підлітаючи під ворожі літаки — багато британських важких бомбардувальників не мали ні підфюзеляжного озброєння, ні ілюмінаторів у днищі. Ця установка була настільки ефективною, що інформація про її появу і використання дуже повільно дійшла до британським бомбардувальників оскільки після атак рідко залишалися свідки щоб повідомити про загрозу. Ці системи були встановлені на деякі версії He 219 Uhu, на пізні моделі нічних винищувачів Bf 110, Junkers Ju 88 та 388 і на моделі Dornier Do 217N. Їх також рідко встановлювали на (прототип) Focke Wulf Ta 154 & Fw 189 разом із запланованим, двомісним нічним реактивним винищувачем Me 262B-2. В останньому випадку це призвело до появи реактивного винищувача з шістьма гарматами MK108 — з установкою майбутнього серійного радара середнього радіусу VHF FuG 218, що могло призвести до створення ефективного нічного перехоплювача.

## Схожі конструкції
Механізм MK 108 був збільшений під набій 55×175RB, що дозволило створити гармату MK 112. Дві MK 112 передбачалося встановити у носі винищувача Me 262, з боєкомплектом на 25 снарядів на гармату, а також у носу пізніх моделей Arado Ar 234 нічних чергувань. У розробці також були підкрильові установки для дводвигунних високошвидкісних важких винищувачів Dornier Do 335. Розробка гармати не була закінчена до кінця війни. Було побудовано лише 15 прототипів; 10 були представлені для тестів, а 5 зберігалися на заводі для виправлення зауважень які надходили від випробувачів. З десяти гармат які були представлені для тестувань, сім були ранніх моделей, вагою у 300 кг (660 фунт), а три інших мали вагу у 275 кг (606 фунт) — вони були значно легшими ніж «менша» 50 мм, 21-зарядна гармата серії BordkanoneBK 5, яка важила 540 кг. Снаряди MK 112 повинен був мати вагу у 1,5 кг (3,3 фунт); де 420 г (15 унція) були зарезервовані для вибухової речовини. Американці захопили деякі з цих прототипів і отримані дані були спрямовані на експерименти з автоматичною гарматою калібру 57 мм T78, але вони не дійшла до етапу виробництва.